# The Fascination of the Fleur de Lis
The Fascination of the Fleur de Lis è un cortometraggio muto del 1915 diretto da Joseph De Grasse.

## Produzione
Il film fu prodotto dalla Rex Motion Picture Company.

## Distribuzione
Distribuito dall'Universal Film Manufacturing Company, il film uscì nelle sale cinematografiche USA il 26 settembre 1915.
Copia della pellicola viene conservata in una collezione privata nel Regno Unito.